# Zhang Fei
I den klassiske kinesiske historieroman Beretningen om de tre kongedømmer (三國演義) var Zhāng Fēi (張飛) (ca .168-222 e.kr.), æresnavn: Yìdé (翼德), en slagter, som senere blev officer i kongeriget Shu. Ifølge legenden var han Liu Beis og Guan Yus blodsbror.
I Slaget ved Chang Ban red han alene ud på Chang Ban broen, rettede sit spyd mod fjenden og sagde "Jeg er Zhang Fei, enhver kan komme og udfordre mig til en kamp til døden", som siges at have været så frygtindgydende, at det fik 10.000 af Cao Caos angribende soldater til at stoppe op (nogle mener at det var 100.000, men det er næppe sandsynligt).
Ud over at være usædvanlig loyal og kendt for sin styrke og dygtighed som kriger, havde han et stærkt temperament og var lidt af en drukkenbolt, hvilket ofte skaffede ham problemer på slagmarken.
Den historiske Zhang Fei viste sig dog at have været en mesterlig general og ikke en simpel kriger. Han mentes ikke at have et alkoholproblem, så det er muligt at det er en egenskab, som er blevet til, da Luo Guanzhong skrev Beretningen om de tre kongedømmer. Han behandlede sine overordnede med respekt, men havde ikke stort til overs for sine undersåtter.
Zhang Fei blev dræbt af sine egne mænd Zhang Da og Fan Qiang mens han ledede tropper for at hævne et tidligere angreb fra Wu.
Den eventyrlige Zhang Fei er bedst portrætteret i Romance of the Three Kingdoms af Luo Guanzhong.
Den historiske Zhang Fei er bedst portrætteret gennem hans beskrivelser og handlinger skildret i hans Sanguozhi biografi, et værk af Chen Shou. Nogle kilder mener tilmed at Zhang Fei også var en fortræffelig maler.